# Писаревка
Писаревка (на руски: Писаревка) е село в Кантемировски район на Воронежка област на Русия.
Административен център е на Писаревско селско поселение и единственото населено място в него.

## История
Селището възниква през 1749 г., когато писарят на Острогожкия полк Ф. Е. Татарчуков построява там къща. Скоро около нея започват да се заселват казаци от богучарската сотня. Хуторът получава името Писарев. Каменната Предтеченска църква е построена през 1801 г.
През 1870 г. в селото е открит фелдшерски пункт, от 1893 г. започва да работи болница, тогава в селото има земско училище за 140 ученика. В началото на XX век в Писаревка има 563 къщи и 4215 жители, 2 училища, ежегодно се провеждат 5 панаира.
През 1921 г. в селото е създаден совхозът „Писаревски“, сред най-големите в губернията.

## География

### Улици
- ул. Заречная
- ул. Колхозная
- ул. Ленина
- ул. Махорина
- ул. Мира
- ул. Молодёжная
- ул. Набережная
- ул. Озерная
- ул. Октябрьская
- ул. Садовая
- ул. Советская
- ул. Чапаева
- ул. Шевченко
- ул. Школьная
- ул. Шпака

## Население
| 2010 |
| ---- |
| 1658 |